# Бьярнасон, Ингибьёрг
Ингибьёрг Бьярнасон (исл. Ingibjörg H. Bjarnason; 14 декабря 1867, Тингейри, Исландия – 30 октября 1941, Рейкьявик, Исландия) – исландский политик, суфражистка, педагог, гимнастка. Первая женщина, избранная депутатом альтинга (парламента Исландии; 1922—1927).

## Ранние годы и образование
Ингибьёрг Бьярнасон родилась 14 декабря 1867 года в городе Тингейри, одна из пяти детей купца Хакона Бьярнасона (Hakon Bjarnason) и Йоханны Кристины Торлейфсдоуттир (Johanna Kristin Þorleifsdóttir).
После смерти отца Ингибьёрг едет в Рейкьявик, где поступает в Женский колледж (Kvennaskólinn). 
После окончания колледжа в 1882 году переезжает в Данию, занимается там гимнастикой, и становится при этом первой исландской гимнасткой.
В возрасте 26 лет Ингибьёрг возвращается в Исландию, и с 1893 года работает тренером по гимнастике в школе в Рейкьявике. В 1902 году Бьярнасон устраивается учителем в Женский колледж, и четыре года спустя становится директором колледжа. Эту должность Ингибьёрг Бьярнасон занимает до конца жизни.

## Политическая карьера
Бьярнасон начинает принимать активное участие в движениях за независимость женщин ещё в Исландии в 1894 году. Ингибьёрг была избрана главой комитета, который в 1930 году на собственный деньги построил государственную больницу Ландспитали в честь получения женщинами равных с мужчинами избирательных прав в 1915 году. В 1922 году Бьярнасон была избрана в альтинг. В 1924 году Ингибьёрг становится членом Консервативной партии Исландии (Íhaldsflokkurinn), и остаётся в партии до 1927 года.

## Карьера после политики
После завершения политической деятельности Бьярнасон продолжает принимать активное участие в Женском освободительном движении. В 1930 году Ингибьёрг становится председателем женской организации Kvenfélagasambands Íslands. Деятельность Бьярнасон часто поддаётся критике за поддержку Консервативной партии, за создание школ домоводства. Некоторые феминистки также не были согласны с Ингибьёрг, что женщины добились полного равенства, получив избирательное право в 1915 году.
С 1928 по 1932 год Бьярнасон работает в комитете Национального банка (Landsbanki), является членом Исландского совета по образованию с 1928 по 1934 год.

## Личная жизнь
Ингибьёрг Бьярнасон никогда не выходила замуж и не имела детей.

## Смерть и наследие
Ингибьёрг Бьярнасон умерла 30 октября 1941 года.
В июле 2012 года в Альтинге прошло торжество, посвящённое девяностой годовщине вступления Бьярнасон в парламент.

## Статуя Ингибьёрг Бьярнасон
В 2011 году в Городском совете Рейкьявика прошло голосование за то, чтобы поставить статую Ингибьёрг Бьярнасон. Скульптор — Рагнхильдюр Стефаунсдоуттир (Ragnhildur Stefánsdóttir; род. 1958). Оригинал статуи создан из гипса в августе 2014 — марте 2015 года в мастерской скульптора, затем статуя отлита в бронзе в Эльхингене в Германии. Установлена на чёрном бетонном постаменте в виде перевёрнутой усечённой квадратной пирамиды перед зданием альтинга. Через постамент проходит каменная стела из долерита, к которой прикасается статуя. На стеле высечена надпись. Статуя открыта 19 июня 2015 года, во время торжеств по поводу 100-летия избирательного права женщин.
По замыслу художника статуя Ингибьёрг Бьярнасон напоминает и зеркально отображает статую Йоуна Сигюрдссона (скульптор Эйнар Йоунссон, 1911). Статуи обращены друг к другу.